# 7-Aminoactinomicina D
7-Aminoactinomicina D (7-AAD) é um composto químico fluorescente com forte afinidade pelo DNA. É usado como marcador fluorescente para DNA em microscopia de fluorescência e citometria de fluxo. Ele se intercala no DNA de fita dupla, com alta afinidade por regiões ricas em GC, tornando-o útil para estudos de bandas cromossômicas.

## Aplicações
Com um máximo de absorção em 546 nm, 7-AAD é excitado eficientemente usando um 543 laser de hélio-neônio nm; também pode ser excitado com eficiência um pouco menor usando um 488 nm ou 514 linhas de laser de argônio nm. Sua emissão tem um desvio de Stokes muito grande com um máximo no vermelho profundo: 647 nm. O 7-AAD é, portanto, compatível com a maioria dos fluoróforos azuis e verdes – e até mesmo muitos fluoróforos vermelhos – em aplicações multicoloridas.
O 7-AAD não atravessa facilmente membranas celulares intactas; se for usado como corante para geração de imagens de fluorescência de DNA, a membrana celular deve ser permeabilizada ou rompida. Este método pode ser usado em combinação com a fixação de amostras com formaldeído.
O 7-AAD também é usado como um corante de viabilidade celular. Células com membranas comprometidas serão coradas com 7-AAD, enquanto células vivas com membranas celulares intactas permanecerão escuras. A viabilidade das células na citometria de fluxo deve ser em torno de 95%, mas não inferior a 90%.

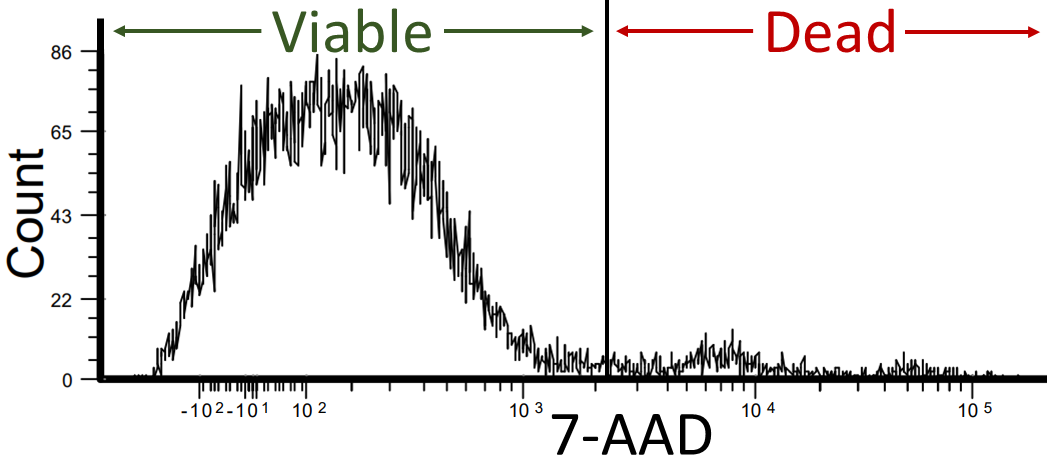
Citometria de fluxo usando 7-AAD, em que um sinal mais baixo indica células viáveis. Portanto, este caso apresenta boa viabilidade.

## Actinomicina D
O composto relacionado actinomicina D não é fluorescente, mas se liga ao DNA da mesma forma que o 7-AAD. Sua absorbância muda quando ligada ao DNA e pode ser usada como corante na microscopia de transmissão convencional.